# Hans Hansson (arkeolog)

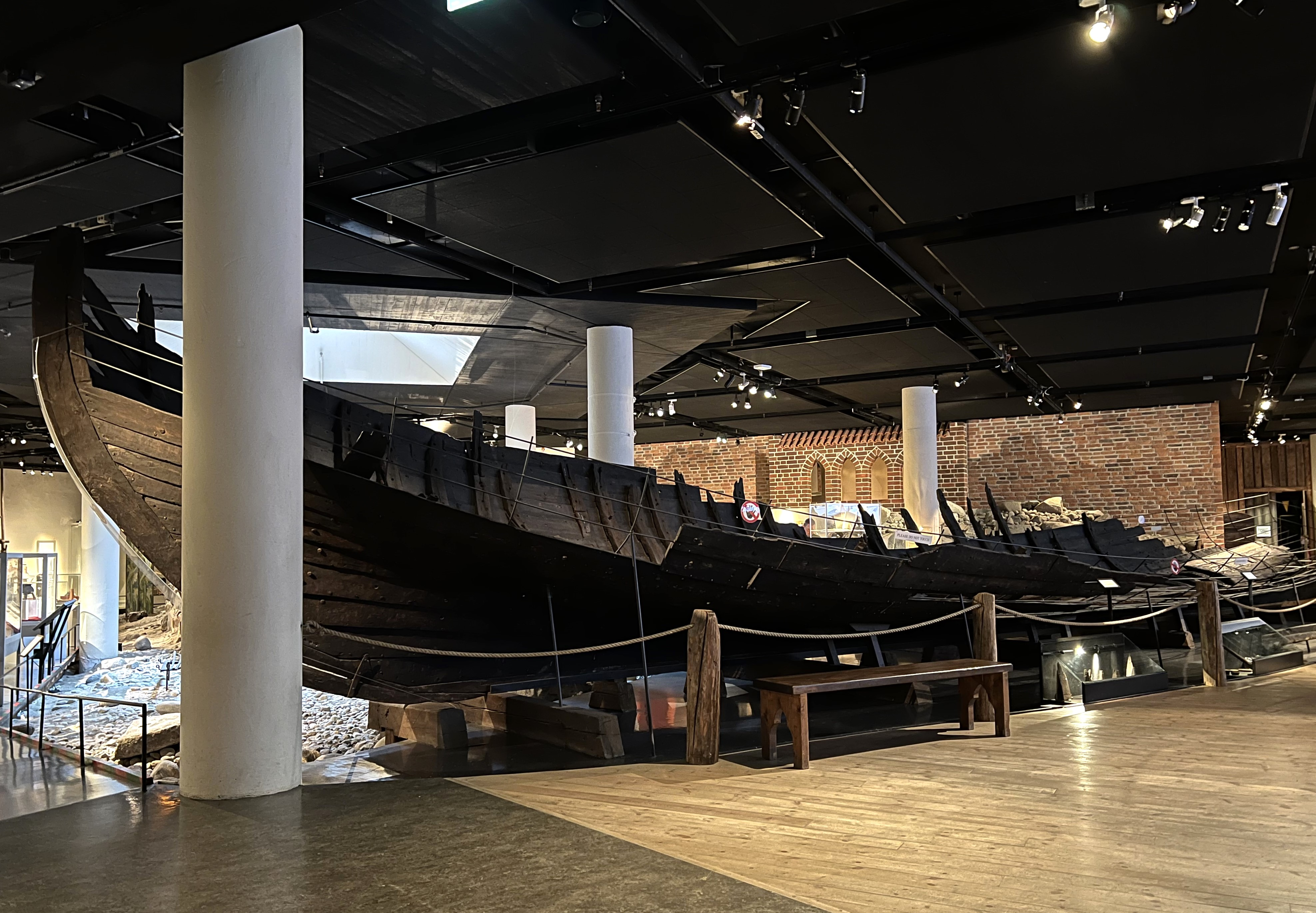
Riddarholmsskeppet i Medeltidsmuseet (2023), som Hans Hansson grävde fram 1930 i Riddarholmskanalen i Stockholm

Hans Hansson, född 27 februari 1907 i Eke socken på Gotland, död 31 augusti 1972, var en svensk antikvarie och arkeolog som var verksam vid Stockholms stadsmuseum från 1930-talet till 1960-talet. Han bedrev forskning kring Stockholms historia, och utgav bland annat en avhandling om Stockholms stadsmurar. Hansson ledde även en del arkeologiska undersökningar i Stockholmsområdet, bland annat de som gjordes under 1950-talet och början av 1960-talet i samband med bygget av Stockholms tunnelbana. Han är begravd på Norra begravningsplatsen i Stockholm.